# Родригес, Дамиан
Оскар Дамиан Родригес Кантос (исп. Oscar Damián Rodríguez Cantos; род. 27 июля 1974, Порту-Алегри) — уругвайский футболист, защитник.

## Карьера игрока
Родригес родился в Бразилии, но затем его родители переехали в Уругвай. В 1992 году он начал свою карьеру с «14 июля», а в следующем году перешёл в «Насьональ». Летом 1995 года он переехал в Аргентину, где выступал в клубах «Депортиво Эспаньол» и «Годой-Крус». В 1997 году он вернулся в «Насьональ», за который затем играл в течение шести сезонов. Летом 2002 года он отправился за океан, подписав контракт с украинским клубом «Шахтёр Донецк». За «горняков» он сыграл только восемь матчей и забил один гол в ворота «Таврии», поучаствовав в разгромной победе со счётом 5:2. В феврале 2002 года он вернулся в Латинскую Америку. Его купила мексиканская команда «Дорадос де Синалоа», а в 2004 году он выступал в колумбийском клубе «Америка Кали». В 2005 году он защищал цвета перуанского «Сьенсиано», а затем вновь вернулся в «Насьональ». В 2007 году он перешёл в «Сентраль Эспаньол», где и закончил карьеру.
В 2000—2002 годах он выступал за сборную Уругвая, за которую сыграл три матча.